# Maria-Hilf-Kapelle (Ellingen)

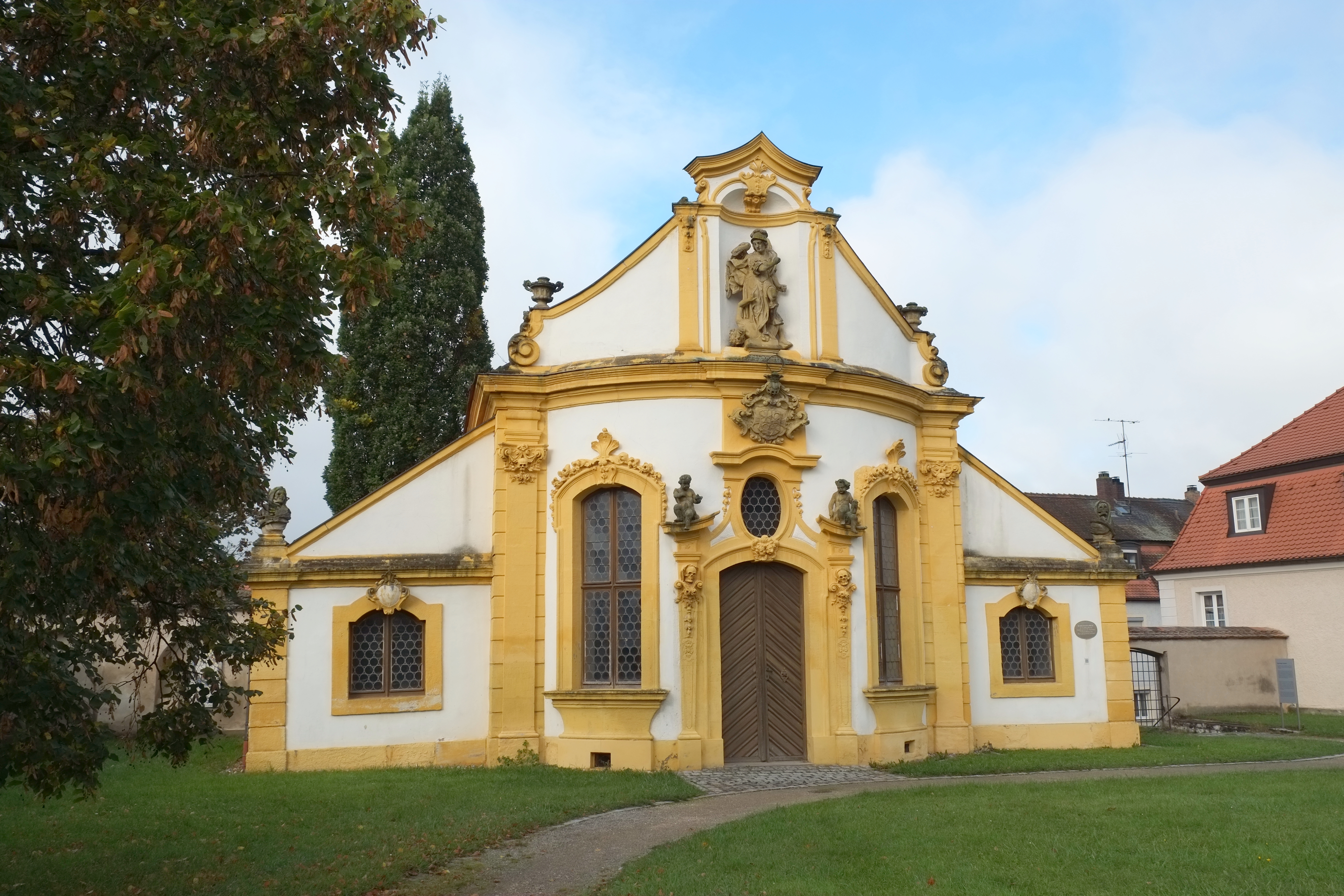
Maria-Hilf-Kapelle in Ellingen

Die Maria-Hilf-Kapelle in Ellingen, einer Stadt im mittelfränkischen Landkreis Weißenburg-Gunzenhausen (Bayern), wurde 1731 errichtet. Die Kapelle befindet sich hinter der Kirche St. Georg an der Weißenburger Straße. Die barocke Maria-Hilf-Kapelle ist ein geschütztes Baudenkmal.

## Geschichte
Der Landkomtur Johann Ludwig von Roggenbach war in einer Grabkapelle an der alten Pfarrkirche St. Georg bestattet worden. Diese Kapelle musste dem Neubau der Pfarrkirche weichen. Die neue Kapelle wurde 1731 in der Achse der Pfarrkirche, innerhalb des umfriedeten Kirchenbereichs, errichtet.

## Architektur
Der kleine, ovale Zentralbau mit Gruft wurde als Begräbnisstätte für den Landkomtur Karl Heinrich von Hornstein nach den Plänen von Franz Joseph Roth zeitgleich mit der Pfarrkirche erbaut. Die Kapelle enthält die Epitaphien mit Wappentafeln für die Landkomture von Hornstein und von Roggenbach. In den Seitennischen befinden sich Holzfiguren der Muttergottes und des hl. Sebastian, die um 1680 entstanden und ursprünglich in der abgebrochenen Grabkapelle standen. In der Mitte des Stuckmarmoraltars befindet sich das Altarbild Maria Hilf. In der Laterne sind die Auferstehung Christi und in den vier Medaillons die Erdteile dargestellt.

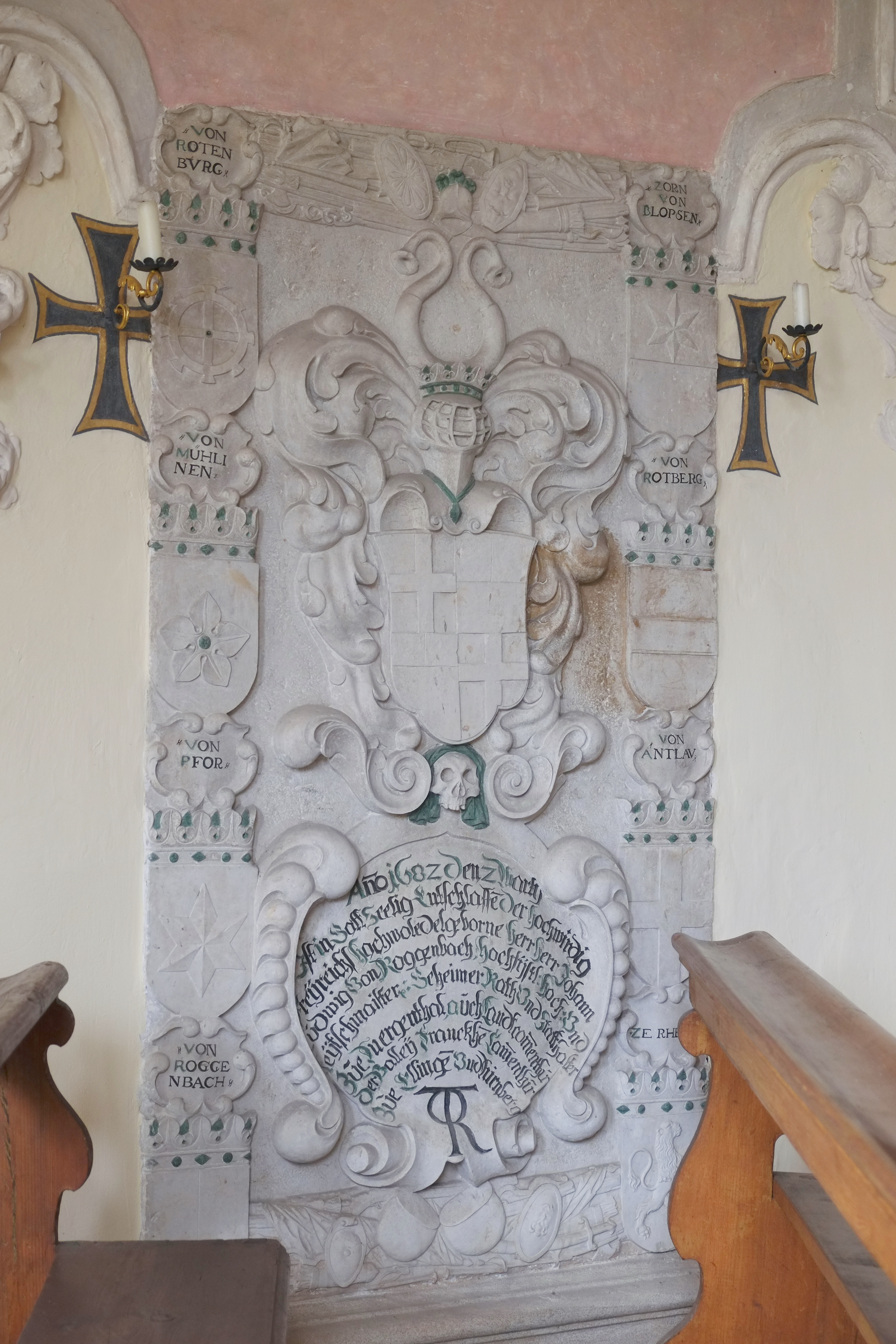
Epitaph für Johann Ludwig von Roggenburg
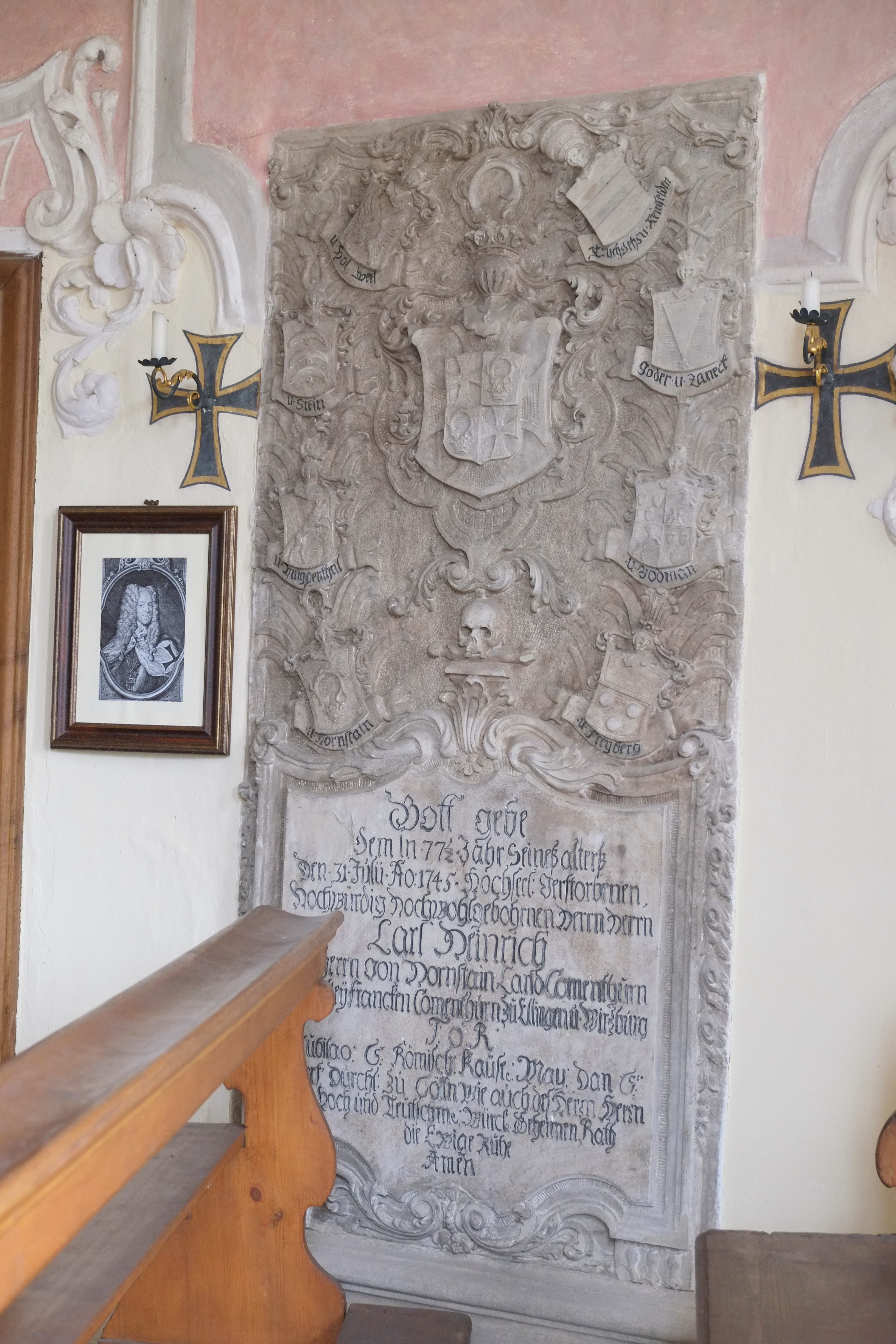
Epitaph für Karl Heinrich von Hornstein
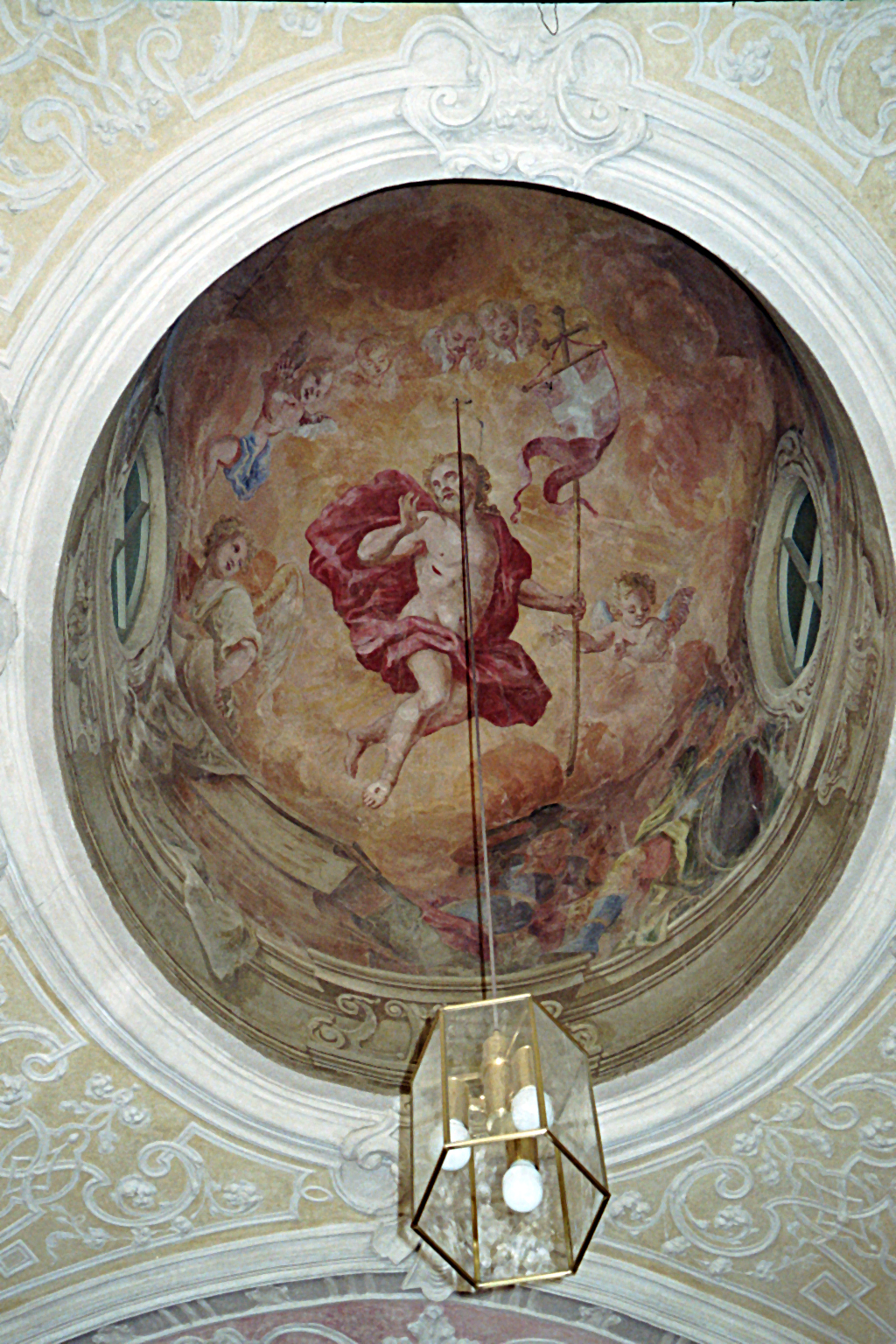
Laterne mit der Darstellung der Auferstehung Christi
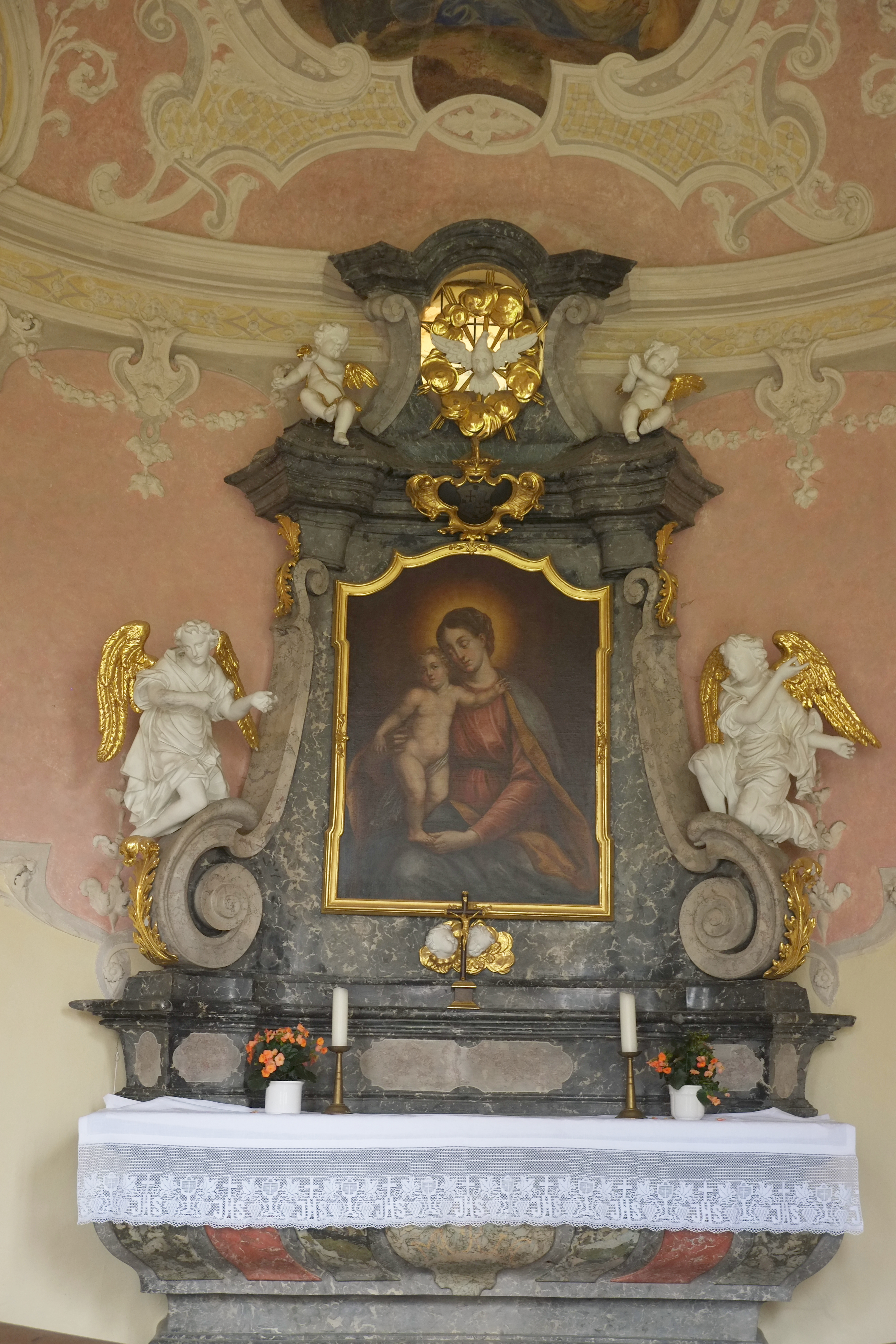
Marienaltar

## Gruft
In der Gruft, unterhalb der Mittelachse der Kapelle, liegt in einem Glasschrein die Mumie des Landkomturs Karl Heinrich von Hornstein († 1745). In einem Sarg daneben liegt die Leiche des Landkomturs Johann Ludwig von Roggenbach († 1682). In einer Zinnkapsel wird das Herz des letzten fränkischen Landkomturs Franz Sigismund Adalbert Freiherr von und zu Lehrbach aufbewahrt.

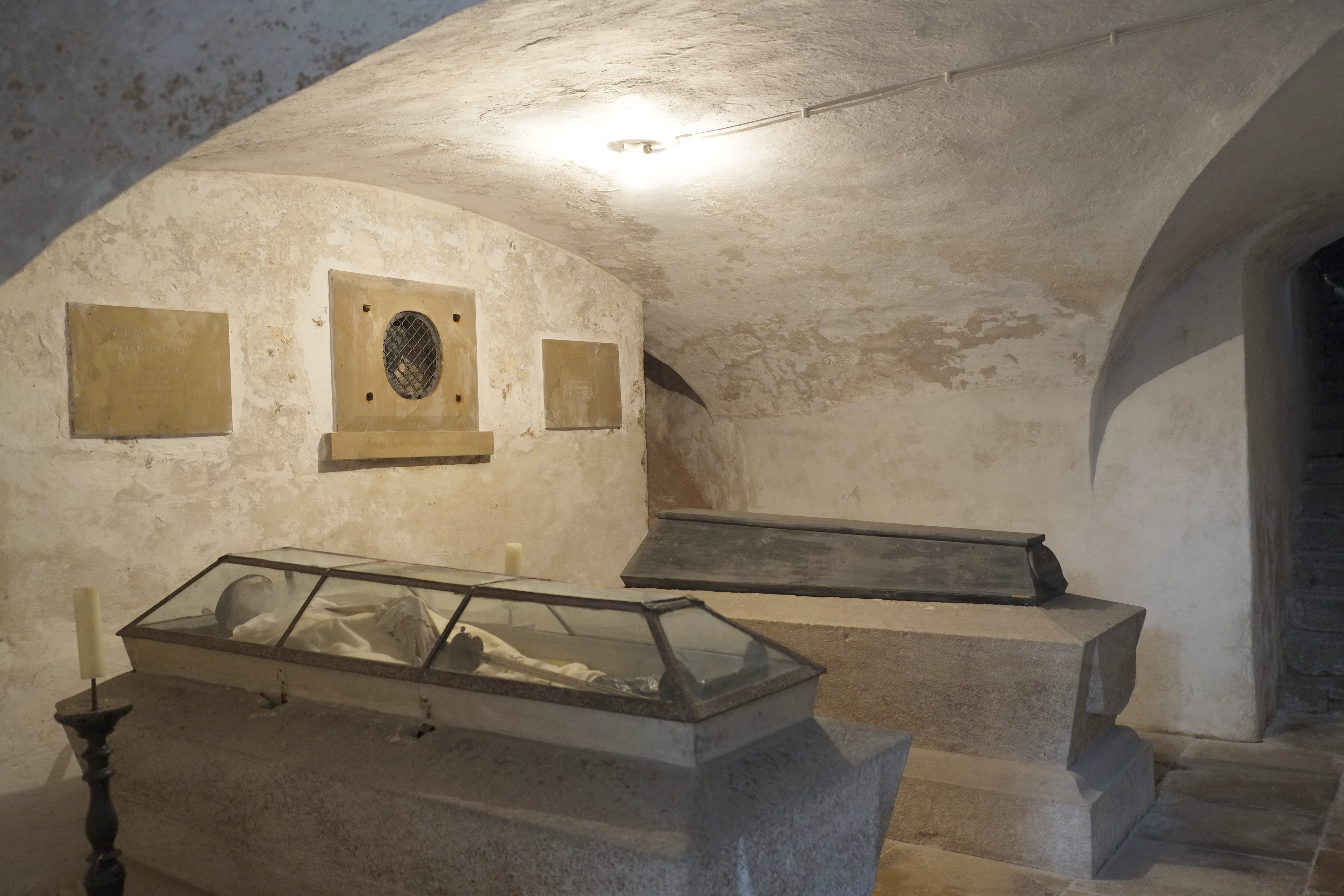
Ansicht der Gruft
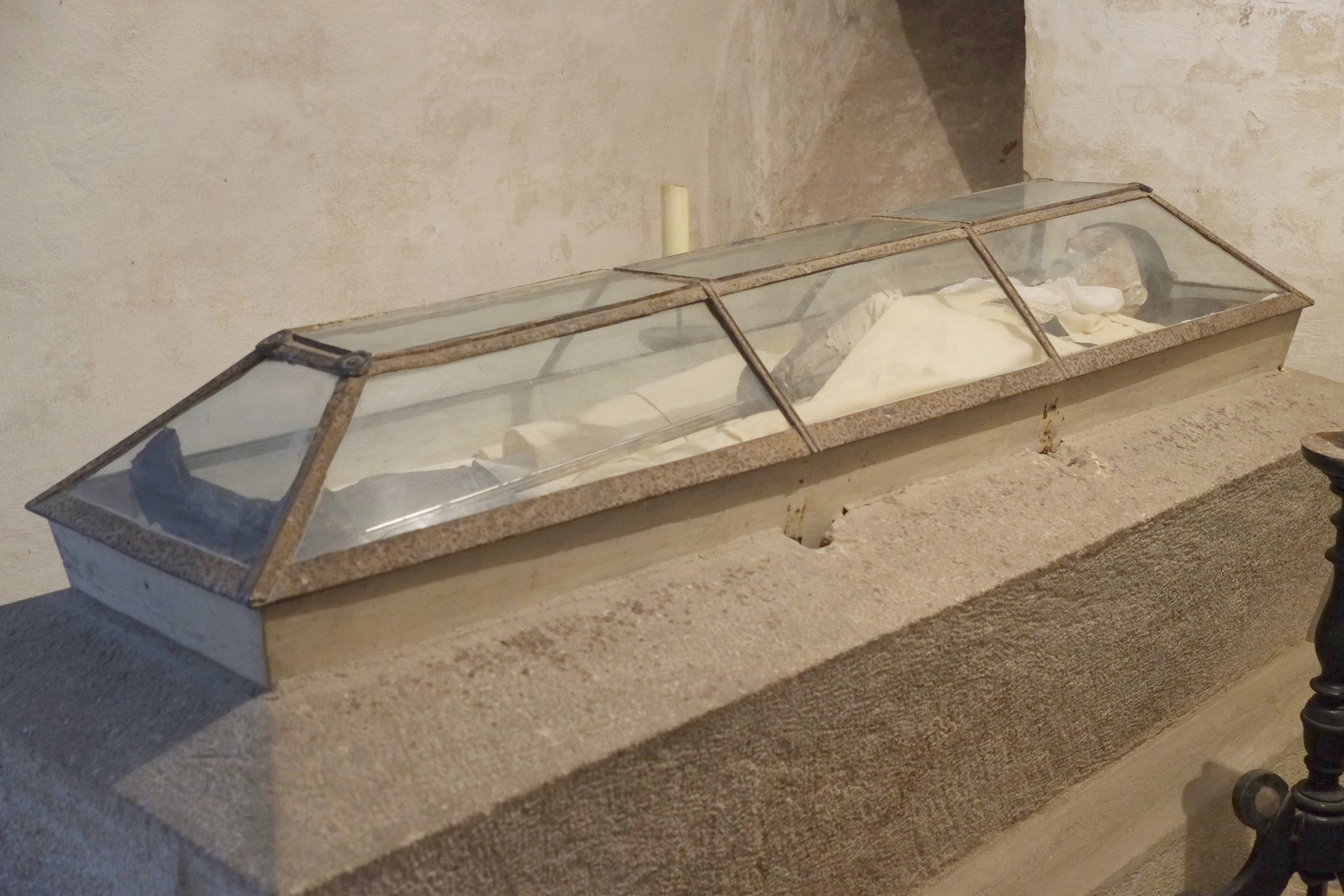
Mumie des Landkomturs Karl Heinrich von Hornstein
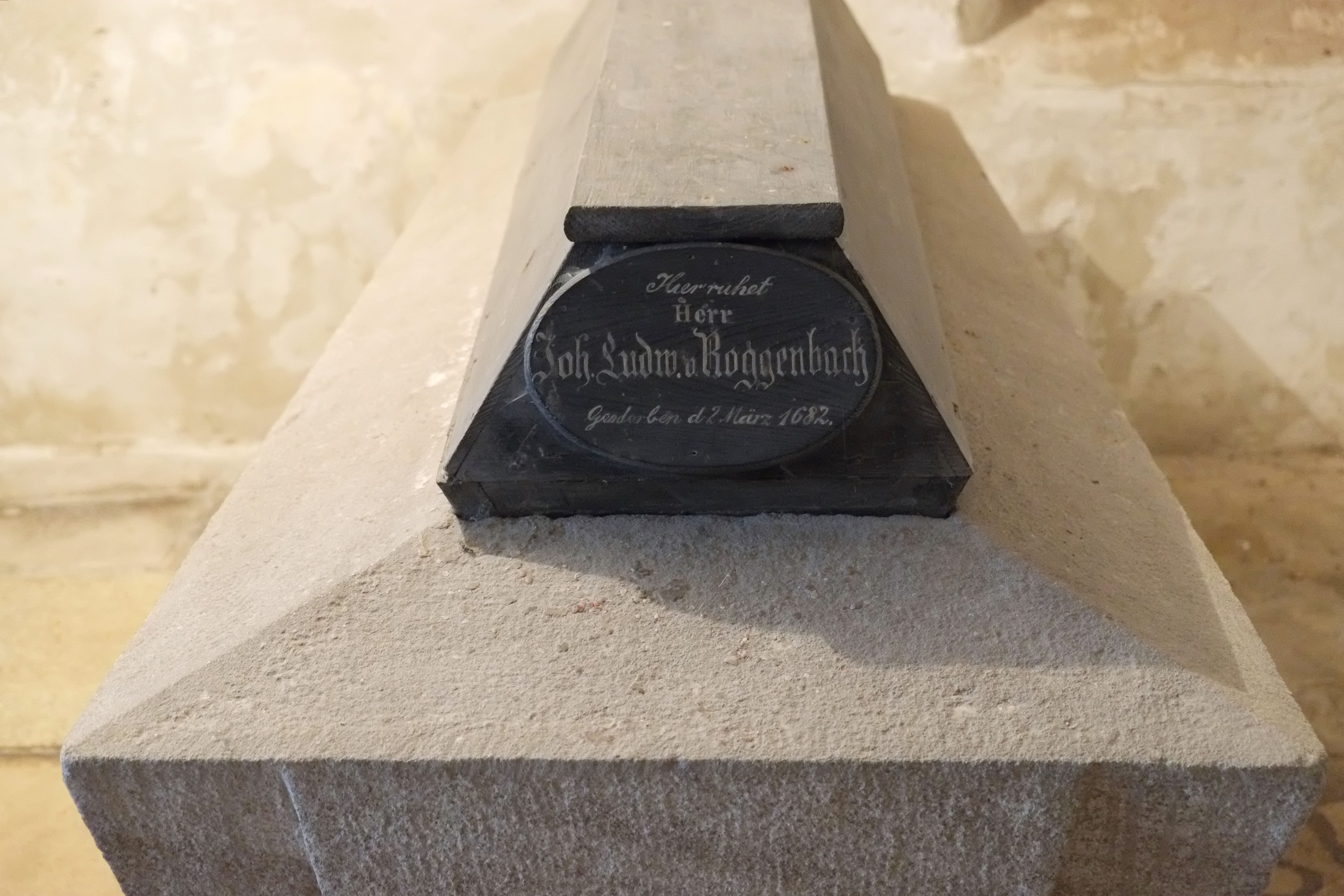
Sarg des Landkomturs Johann Ludwig von Roggenbach
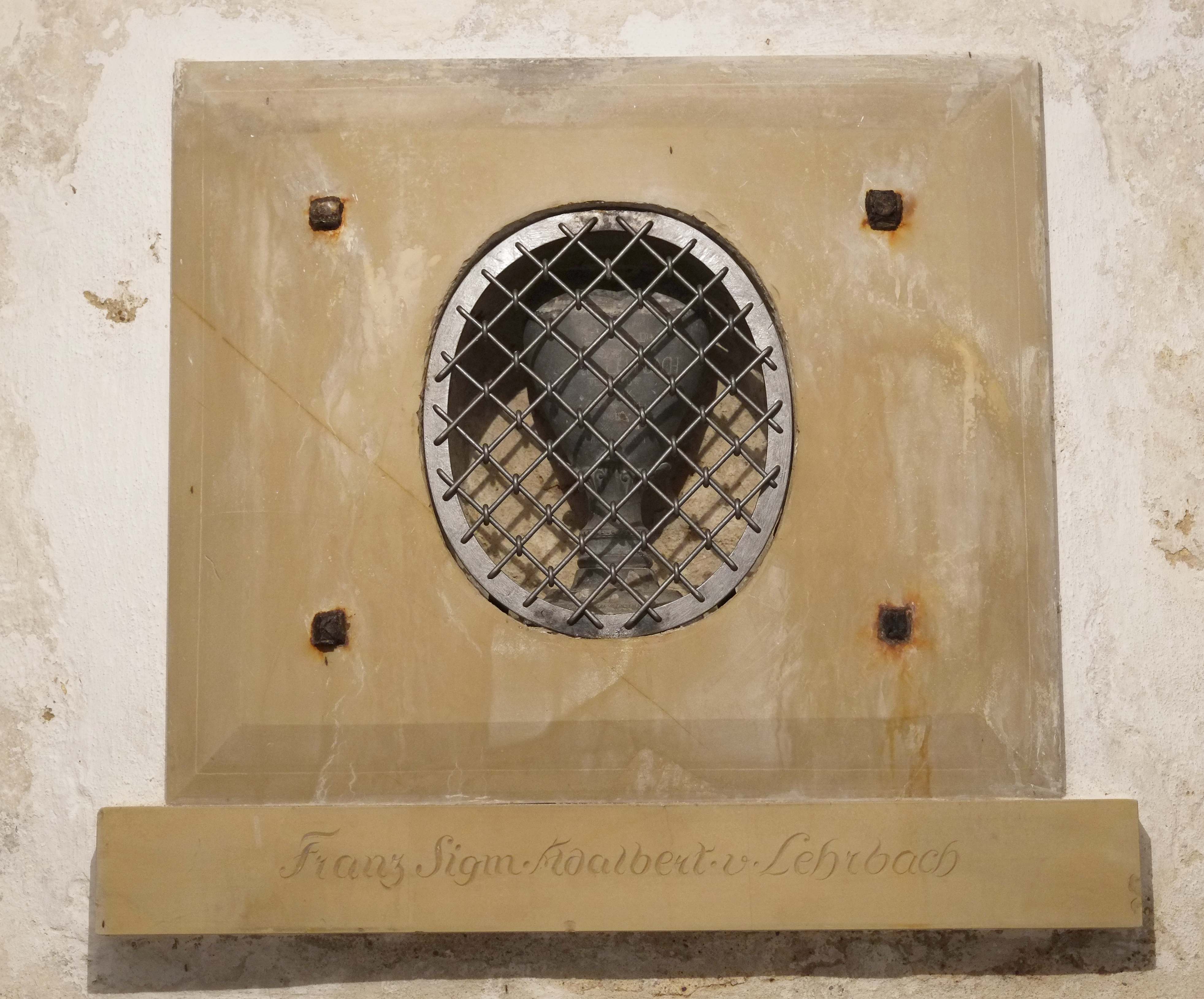
Zinnkapsel mit dem Herz des letzten fränkischen Landkomturs Franz Sigismund Adalbert Freiherr von und zu Lehrbach